# 江道海
江道海（英語：Benz Kong Tao Hoi，1956年—），香港電影工作者，主要擔任動作指導，曾數度獲提名台灣金馬獎及香港電影金像獎最佳動作設計，亦常客串演員。因其出身於魔術雜技世家，以1990年代賭片盛行時期擔任賭術指導，以及電影中的魔術、手技設計而聞名。亦曾擔任副導演、編劇，2007年執導電影《雙子神偷》。

## 背景
江道海生於香港，成長於一個雜技魔術團世家，對武術、特技和魔術均有認識。其祖父江寬餘為一名來自江蘇句容大卓鄉光裡廟村的大力士演出者，1950年代已來到香港表演鬥牛。父母是荔園第7劇場的班主，透過以師徒制形式去營運江氏雜技團培訓繼承人。江道海在6兄弟姊妹之中排行第3。爺爺原先反對送他到學校學習，但是父母認為應該讓江道海讀書識字，於是童年時一邊練習雜技，一邊求學。
他早年是荔園表演工作者，自小已與張德蘭、梅艷芳和梅愛芳一同演出。1975年起加入電影圈，出任特技替身及幕前演出一些小角色。首部幕前參演作品為1979年的《肥龍功夫精》（又名醒目仔蠱惑招）。當他累積了一定經驗後，他於1983年正式升任動作指導。因應1980年代末至90年代賭片興起，其精通的啤牌魔術使他時常擔任賭術指導一職，並擔任片中賭術場面的替手。另一方面，他多年來常與董瑋或潘建君（或寫作潘健君）合作動作設計。其中，他與前者結緣於荔園京劇劇場。後來隨著園區結業，2人認識於尖沙咀海天夜總會。其時他們皆各自表演擅長項目糊口，因為洪金寶加入影圈關係，一眾雜技演出者同時轉戰電影界。江道海與董瑋自此追隨洪金寶在動作指導方面發展事業。
在1980年代至1990年代，江道海眼見父母經營的雜技團的團員各奔前程，加上自己多了機會接演電影角色，所以全身投入幕後界別。他本來有意由低做起，成為張同祖導演的場記。不過當他發覺場記是一個需要討好上下各員的位置時，他決定專注以動作指導作定位建立個人事業。期間江道海曾與王家衛共事，後亦與張同祖、王家衛兩人於鄧光榮的大榮公司共事電影製作。到1991年則選擇與張同祖和董瑋合組新影像電影製作公司，江本人亦多次在王家衛電影中客串演出。及至1994年江道海憑《暴雨驕陽》首度得到金馬獎最佳動作指導提名。2004年擔任電影《天下無賊》的動作指導時，他設計了頂尖扒手過招的橋段，如鬥剝雞蛋殼，因而二度獲得金馬獎最佳動作設計提名。2008年憑其首執導筒的作品《雙子神偷》競逐第27屆香港電影金像獎最佳動作設計獎。往後2012年電影《大魔術師》的魔術設計也是出自其手筆。
而於2010年代前後，江道海較多以導演或動作導演身份活躍於中國內地影視圈，作品計有2008年的《精武陳真》和《虎山行》、2012年電視劇《自古英雄出少年》以及2013年的《忽必烈傳奇》等等。他2024年憑《武替道》夥拍梁博恩角逐第61屆金馬獎最佳動作設計獎。
在電影界以外，江道海曾於1983年在「星光熠熠勁爭輝」節目中指導劉德華表演心口碎大石環節，自己負責揮鐵鎚。

## 個人生活
江道海已婚，婚後與妻子育有兒子。另外，江道海的姐姐江玉珠是前麗的電視藝員。江玉珠後嫁予馬來西亞籍華僑商人莊寶，兩人三名女兒（即江道海外甥女）莊鍶敏、莊思明、莊思華皆為馬來西亞籍香港藝人。

## 幕後作品
| 年份 | 作品名稱              | 作品類型       | 職務                                   |
| ---- | --------------------- | -------------- | -------------------------------------- |
| 1984 | 初哥                  | 香港電影       | 副導演之一（另一副導演為王家衛）       |
| 1985 | 開心三響炮            | 香港電影       | 動作指導、副導演                       |
| 1986 | 神勇雙響炮續集        | 香港電影       | 副導演                                 |
| 1986 | 義蓋雲天              | 香港電影       | 動作設計之一                           |
| 1987 | 江湖龍虎鬥            | 香港電影       | 動作指導之一                           |
| 1987 | 猛鬼差館              | 香港電影       | 動作設計之一                           |
| 1987 | 江湖正將              | 香港電影       | 樸克指導                               |
| 1988 | 旺角卡門              | 香港電影       | 動作設計之一                           |
| 1989 | 捉鬼大師              | 香港電影       | 動作設計之一                           |
| 1989 | 情義我心知            | 香港電影       | 動作設計之一                           |
| 1989 | 精裝追女仔之3狼之一族 | 香港電影       | 武術指導                               |
| 1989 | 賭神                  | 香港電影       | 賭術場面設計者（未列於職員名單）       |
| 1990 | 賭聖                  | 香港電影       | 賭術場面設計者（未列於職員名單）       |
| 1990 | 至尊計狀元才          | 香港電影       | 賭術場面設計者（未列於職員名單）       |
| 1990 | 阿飛正傳              | 香港電影       | 動作指導之一                           |
| 1990 | 血洗洪花亭            | 香港電影       | 動作指導之一                           |
| 1991 | 整蠱專家              | 香港電影       | 動作指導之一                           |
| 1991 | 黑貓                  | 香港電影       | 動作指導之一                           |
| 1991 | 聊齋艷譚續集：五通神  | 香港電影       | 武術指導之一                           |
| 1991 | 勝者為王              | 香港電視劇     | 賭術動作（作初期集數職員名單未有列出） |
| 1992 | 勝者為王II天下無敵    | 香港電視劇     | 賭術指導                               |
| 1992 | 神槍手與咖喱雞        | 香港電影       | 動作指導之一                           |
| 1993 | 刺客新傳之殺人者唐斬  | 香港電影       | 武術指導之一                           |
| 1993 | 勝者為王III王者之戰   | 香港電視劇     | 賭術指導                               |
| 1994 | 暴雨驕陽              | 香港電影       | 動作指導之一                           |
| 1994 | 倫文敘老點柳先開      | 香港電影       | 動作設計之一                           |
| 1994 | 神龍賭聖之旗開得勝    | 香港電影       | 賭術指導                               |
| 1994 | 西楚霸王              | 香港電影       | 動作指導                               |
| 1995 | 香江花月夜            | 香港電影       | 武術指導之一                           |
| 1995 | 尖東老泥妹之四大天后  | 香港電影       | 動作指導                               |
| 1995 | 錯體追擊組合          | 香港電影       | 編劇之一                               |
| 2001 | 地上最強              | 香港電影       | 編劇之一                               |
| 2003 | 賭俠之人定勝天        | 香港電影       | 賭術指導                               |
| 2004 | 天下無賊              | 中港合拍電影   | 動作指導                               |
| 2006 | 野蠻秘笈              | 香港電影       | 武術指導                               |
| 2006 | 情意拳拳              | 香港電影       | 動作設計                               |
| 2007 | 雙子神偷              | 香港電影       | 導演、動作指導                         |
| 2008 | 奪標                  | 香港電影       | 動作指導                               |
| 2008 | 精武陳真              | 中國內地電視劇 | 動作指導                               |
| 2008 | 虎山行                | 中國內地電視劇 | 動作指導                               |
| 2010 | 功夫詠春              | 香港電影       | 動作指導                               |
| 2012 | 大魔術師              | 中港合拍電影   | 動作指導之一、魔術設計                 |
| 2012 | 自古英雄出少年        | 中國內地電視劇 | 導演                                   |
| 2013 | 忽必烈傳奇            | 中國內地電視劇 | 動作指導                               |
| 2024 | 武替道                | 香港電影       | 動作設計之一                           |

## 幕前演出作品
| 年份 | 作品名稱       | 作品類型 | 角色                       |
| ---- | -------------- | -------- | -------------------------- |
| 1979 | 出籠馬騮       |          |                            |
| 1979 | 肥龍功夫精     |          |                            |
| 1980 | 搏紮           | 香港電影 |                            |
| 1980 | 錢作怪         | 香港電影 |                            |
| 1988 | 旺角卡門       | 香港電影 |                            |
| 1987 | 人民英雄       | 香港電影 | 被狄龍用槍指嚇的小流氓     |
| 1989 | 賭神           | 香港電影 | 荷官                       |
| 1990 | 至尊計狀元才   | 香港電影 |                            |
| 1991 | 整蠱專家       | 香港電影 | 日本商人吉村先生           |
| 1992 | 嘩！英雄       | 香港電影 | 與劉德華同隊的便裝警員之一 |
| 1995 | 墮落天使       | 香港電影 |                            |
| 1997 | 對不起，多謝你 | 香港電影 |                            |
| 2004 | 2046           | 香港電影 |                            |
| 2013 | 一代宗師       |          |                            |

## 獎項及提名
| 年份 | 頒獎禮               | 獎項         | 作品     | 結果 |
| ---- | -------------------- | ------------ | -------- | ---- |
| 1994 | 第31屆金馬獎         | 最佳動作設計 | 暴雨驕陽 | 提名 |
| 2005 | 第42屆金馬獎         | 最佳動作設計 | 天下無賊 | 提名 |
| 2008 | 第27屆香港電影金像獎 | 最佳動作設計 | 雙子神偷 | 提名 |
| 2024 | 第61屆金馬獎         | 最佳動作設計 | 武替道   | 提名 |
| 2025 | 第43屆香港電影金像獎 | 最佳動作設計 | 武替道   | 提名 |

## 外部連結
- 江道海的Instagram帳戶
- 江道海在香港影庫上的簡介